# Culture
Culture fou un grup de roots reggae jamaicà fundat el 1976. Originàriament foren coneguts com a Africans Disciples. L'únic membre permanent, fins a la seva mort el 2006, va ser Joseph Hill.

## Història
El grup es va formar el 1976 com a trio vocal amb Joseph Hill (anteriorment percussionista de la banda de Studio One Soul Defenders), el seu cosí Albert «Ralph» Walker i Roy «Kenneth» Dayes, inicialment amb el nom d'African Disciples. Roy Dayes també va utilitzar el nom de «Kenneth Paley», que és el nom que apareix als registres de Culture publicats per Virgin Records. African Disciples aviat van canviar el seu nom a Culture i van fer una audició reeixida per als «Mighty Two», és a dir, amb al productor musical Joe Gibbs i l'enginyer de so Errol Thompson. Mentre eren a l'estudi de Gibbs, van gravar una sèrie de senzills, com «See Dem a Come» i el gran èxit «Two Sevens Clash», molts dels quals van acabar a l'àlbum de debut Two Sevens Clash. Un segon àlbum produït per Gibbs, Baldhead Bridge, va aparèixer el 1978, moment en què el grup havia passat a gravar per a la productora Sonia Pottinger.
Two Sevens Clash mentrestant s'havia convertit en un èxit de vendes al Regne Unit, car fou popular entre els punks i els aficionats al reggae i promocionat per John Peel en el seu programa de la BBC Radio 1, assolint el número 60 a l'UK Albums Chart l'abril de 1978. Això va fer que Virgin Records fitxés el grup per al seu segell Front Line, llançant Harder than the Rest (1978) i International Herb (1979). Culture va continuar publicant treballs discogràfics en segells de Jamaica, inclosa una versió dub de Harder than the Rest, Culture in Dub (1978, High Note) i un àlbum de diferents enregistraments del mateix àlbum, Africa Stand Alone (1978). Un àlbum gravat per Pottinger el 1979 amb el títol de Black Rose va romandre inèdit fins que el 1993 va aparèixer Trod On. Culture va tocar al One Love Peace Concert el 1978.
El 1981 els tres cantants van seguir els seus propis camins. Hill va continuar utilitzant el nom de Culture i va gravar l'àlbum Lion Rock, que va ser reeditat als Estats Units per Heartbeat Records. Hill i la seva nova banda van gravar sessions d'estudi per a John Peel el desembre de 1982, el 1998 i el 2002, i la seva actuació al Royal Festival Hall el juliol de 1998 es va emetre també al programa. Per la seva banda, Walker i Dayes van gravar un grapat de cançons pel seu compte, algunes de les quals van aparèixer en un àlbum titulat Roots & Culture. Hill va actuar al festival Reggae Sunsplash el 1985, i el 1986 es va reformar la formació original per a gravar dos àlbums molt valorats: Culture in Culture i Culture at Work.
Durant la dècada del 1990, van publicar diversos àlbums amb Shanachie Records i Ras Records, sovint enregistrats per Sly i Robbie. Dayes va deixar el grup el 1994 i Reginald Taylor va substituint-lo. Posteriorment, Dayes va cantar com a artista solista amb el nom de Kenneth Culture. El 2001 Telford Nelson va substituir Taylor.
Joseph Hill va morir a Berlín el 19 d'agost de 2006, mentre el grup estava de gira, després d'una actuació. El seu fill, Kenyatta Hill, que havia fet d'enginyer de so del grup durant la gira, va actuar amb la banda del seu pare al programa Western Consciousness el 2007, dedicat a Joseph Hill, i es va convertir en el cantant de Culture amb Walker i Nelson. El 2011, es va publicar Live On, amb les interpretacions de Kenyatta Hill de les cançons del seu pare, incloent «Two Sevens Clash» i «International Herb».

## Discografia

### Àlbums d'estudi
- Two Sevens Clash (1977), Joe Gibbs Music
- Baldhead Bridge (1978), Joe Gibbs Music
- Harder than the Rest produït per Sonia Pottinger (1978), Virgin Records/Front Line
- Africa Stand Alone (1978)
- Cumbolo produït per Sonia Pottinger (1979), Virgin/Front Line
- International Herb produït per Sonia Pottinger (1979), High Note/Virgin
- More Culture aka Innocent Blood (1981), Joe Gibbs Music
- Lion Rock (1982), Sonic Sounds
- Culture at Work (1986), Blue Mountain/Shanachie Records
- Culture in Culture (1986), Music Track
- Nuff Crisis (1988), Blue Mountain
- Good Things (1989), RAS
- Three Sides to My Story (1991), Shanachie
- Wings of a Dove (1992), Shanachie
- One Stone (1996), Gorgon/Ras Records
- Trust Me (1997), RAS
- Payday (1999), RAS
- Humble African (2000), VP Records
- World Peace (2003), Heartbeat Records
- Pass the Torch (Tafari Records, 2007, set versions de cançons antigues de Joseph Hill i set cançons del seu fill Kenyatta Hill)[17]
- Live On (2011), Zojak Worldwide

### Àlbums de dub
- Culture Dub (1978), High Note
- Culture in Dub: 15 Dub Shots (1994), Heartbeat
- Stoned (One Stone in Dub engineered by Fathead and Jim Fox) (1996), RAS
- Scientist Dubs Culture into a Parallel Universe (2000)
- Rare and Unreleased Dub, Revolver

### Àlbums en directe
- Cultural Livity: Live Culture '98 (1998), RAS
- Live in Africa (2002)
- Live in Negril (2003)

### Split
- Roots and Culture (1982), Jah Guidance, amb Don Carlos

### Recopilatoris
- Vital Selection (1981), Virgin
- Rare and Unreleased Dub Revolver Records (1989)
- Too Long in Slavery produced by Sonia Pottinger (1981), Virgin
- 17 Chapters of Culture (1992), Sonic Sounds
- Trod On produced by Sonia Pottinger (1993), Heartbeat Records
- Strictly Culture: The Best Of Culture 1977–1979 (1994), MCI
- Ras Portraits (1997), RAS
- Peace and Love (1997), Rhino
- Reggae Giants (1997), Top Tape
- Production Something (1998), Heartbeat
- Kings of Reggae (2001), Nocturne
- Chanting On (2004), Earmark
- This Is Crucial Reggae (2004), Sanctuary
- Culture & The Deejays at Joe Gibbs 1977–79 (2008), 17 North Parade
- At Joe Gibbs (2011), 17 North Parade
- Seven Sevens Clash (2012), 17 North Parade, set de set senzills de 7 polzades
- Stronger than Ever: At Their Best, Rocky One
- Natty Never Get Weary, Revolver

### DVD
- Live in Africa (2002), RAS